# 久島直人
久島 直人（ひさじま なおと）は、日本の外交官。

## 経歴・人物
山梨県出身。東京大学法学部を経て、1986年外務省入省。英語研修（1989年米国アマースト大学卒（優等（B.A. cum laude））。
2005年外務省国際協力局地球環境課気候変動室長、2008年外務省総合外交政策局国連政策課長、2013年国際連合日本政府代表部公使（社会部長）、内閣官房内閣参事官（内閣官房副長官補付）、外務省大臣官房総括審議官、外務省大臣官房審議官等を経て、2019年外務省大臣官房審議官（総括担当）兼初代公文書監理官。2019年外務省軍縮不拡散・科学部長〔大使〕。
2020年外務省大臣官房付。内閣府国際平和協力本部事務局長。
2022年9月、大臣官房付兼中曾根康弘世界平和研究所主任研究員に派遣される。

## 同期
- 石川浩司（22年シンガポール大使・20年官房長・19年南部アジア部長）
- 岩間公典（22年バングラデシュ大使・20年デュッセルドルフ総領事）
- 牛尾滋（22年南アフリカ大使・19年ポルトガル大使・18年アフリカ部長）
- 宇山智哉（21年WTO事務局長上級補佐官）
- 大鷹正人（24年タイ大使・20年ハンガリー大使・19年外務報道官）
- 片江学巳（23年ルーマニア大使・20年瀋陽総領事）
- 河原節子（22年デュッセルドルフ総領事・21年公務員研修所副所長・18年フランクフルト総領事）
- 木村徹也（22年東ティモール大使・20年国連日本政府代表部大使・17年ミュンヘン総領事）
- 四方敬之（24年マレーシア大使・21年内閣広報官・20年外務省経済局長）
- 進藤雄介（21年在デトロイト日本国総領事・18年パキスタン公使・15年軍縮会議公使）
- 鈴木量博（23年オーストラリア大使・20年トルコ大使・18年北米局長）
- 中村安志（09年中南米局南米課課長補佐）
- 淵上隆（14年ドミニカ共和国大使）
- 三上正裕（22年ベルギー、北大西洋条約機構日本政府代表部大使・19年カンボジア大使・17年国際法局長）
- 道井緑一郎（23年フィジー大使）
- 南博之（24年特命全権大使（国際テロ対策・組織犯罪対策協力担当）・20年コンゴ民主共和国大使）
- 山田重夫（23年駐米大使・21年外務審議官(政務担当)・19年総合外交政策局長）
- 吉田朋之（23年日本国際問題研究所所長・20年外務報道官・19年中南米局長・17年軍縮不拡散・科学部長）
- 若林啓史（16年東北大学教授）